# Juncalas
Juncalas település Franciaországban, Hautes-Pyrénées megyében. Lakosainak száma 167 fő (2022. január 1.). Juncalas Sère-Lanso, Cheust, Gazost, Ourdis-Cotdoussan, Ourdon, Ousté és Saint-Créac községekkel határos.

## Népesség
A település népességének változása:
| Lakosok száma | 178  | 175  | 166  | 161  | 160  | 159  | 159  | 167  |
|               | 2013 | 2015 | 2017 | 2018 | 2019 | 2020 | 2021 | 2022 |